# تیمیانکا، رپدلسکیه
تیمیانکا، رپدلسکیه (به لاتین: Tymianka, Podlaskie Voivodeship) یک منطقهٔ مسکونی در لهستان است که در Gmina Nurzec-Stacja واقع شده‌است.

## خصوصیات
تیمیانکا ۲۸۰ نفر جمعیت دارد.